# 飛行計劃

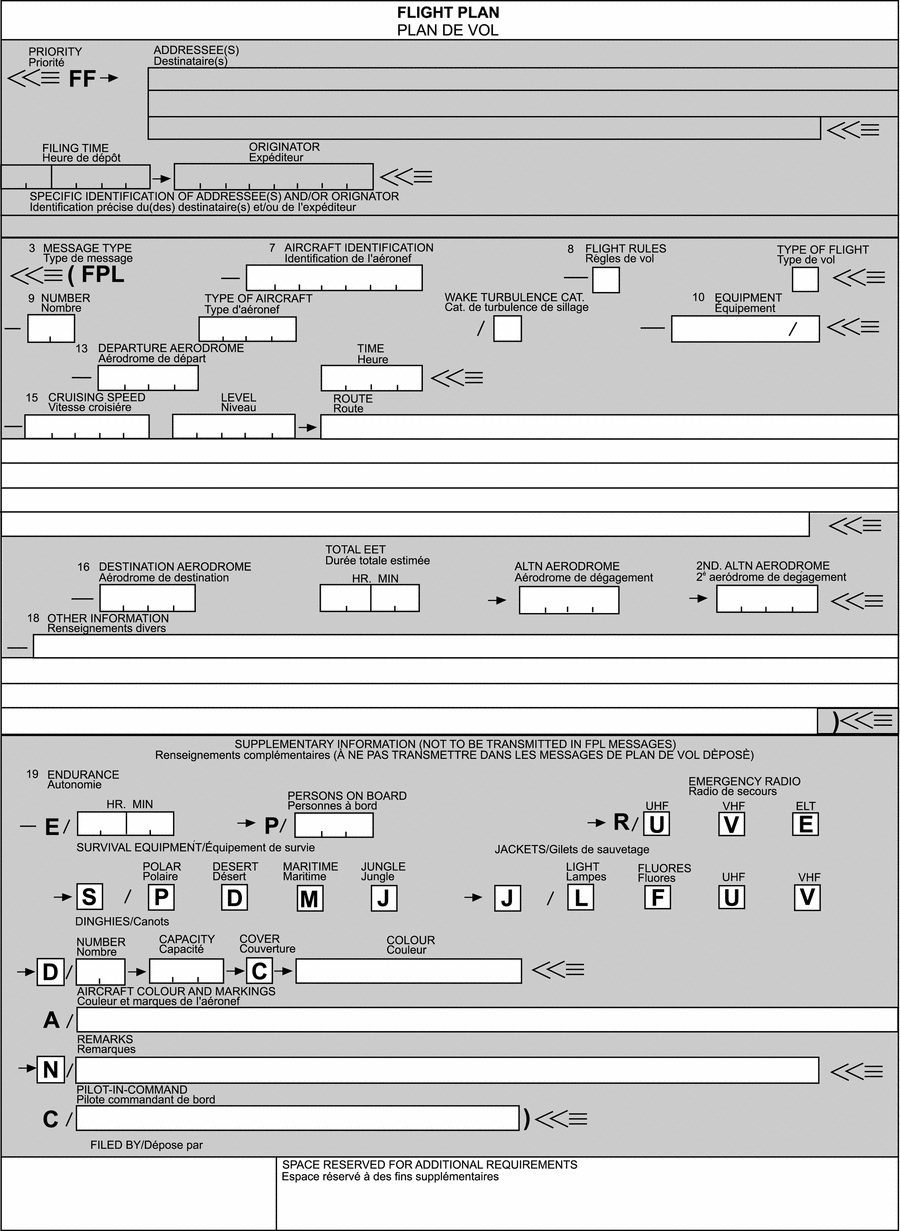
飞行计划书

飛行計劃（Flight plans）指的是飛行員或其所屬航空公司，在航空器起飛前，要呈交給航管單位的計劃書，由航管單位許可後才可實施飛行。

## 概要
飛行計劃有下列內容：
目視飛航規則 (Visual Flight Rule, VFR) 及儀器飛航規則 (Instrument Flight Rule, IFR) 適用
- 飛行員姓名及地址
- 航空器註冊編號
- 航空器形式及廠牌型號
- 出發地、目的地、航路
- 預定飛航時間
- 搭乘人員
- 航空器駕駛員
- 可供應航空器燃料的時間

只應用於儀器飛航規則
- 备降机场